# Sacramentstoren (Zoutleeuw)
De Sacramentstoren van Zoutleeuw is een achttien meter hoge sacramentstoren, gehouwen uit witte steen van Avesnes van de hand van steenhouwer Cornelis Floris de Vriendt in 1552. Hij staat in het schip van de Sint-Leonarduskerk en werd op 14 november 2016 ingeschreven op de Topstukkenlijst.

## Geschiedenis
Op 13 augustus 1550 gaf Maarten van Wilre, heer van Oplinter, de opdracht aan Cornelis Floris, hij kreeg hiervoor twee jaar de tijd. De bouw werd uitgevoerd tussen 1550 en 1552. De toren bevat negen verdiepingen, en heeft ruim 200 bijbelse figuurtjes (met engelen, aartsvaders, kerkvaders, profeten, heiligen, maagden en martelaressen, pelgrims en koningen).
Daarnaast zijn er de volgende taferelen uitgevoerd:
- Kroning van Maria
- aartsengel Michaël vertrapt de duivel
- Ontmoeting van Abraham met Melchisedek
- Laatste Avondmaal
- Mannaoogst
- Schepping van Eva
- Bekoring en zondeval
- Adam en Eva uit het Aards Paradijs verdreven
- Kaïn slaat zijn broeder Abel dood

Onderaan is een tabernakel voorzien. De toren werd in het atelier van De Vriendt te Antwerpen vervaardigd en daarna in onderdelen per schip naar de kerk vervoerd.
Rond de toren staat een balustrade met kaarsenhouders in geel koper, uitgevoerd door Adriaan Michiels.

## Afgietsels
De afgietselwerkplaats van Brussel bevat alle mallen van de toren. Het Victoria and Albert Museum in Kensington heeft een compleet afgietsel van deze toren op ware grootte in haar verzameling uit 1856. Dit werd gedaan door de "Belgian Royal Commission for Promoting Reproductions of Works of Art".